# 伯纳德·多威约戈
伯纳德·多威约戈（英語：Bernard Dowiyogo，1946年2月14日—2003年3月9日），男，瑙鲁政治人物，曾任瑙鲁总统。